# Manfred Kochen
Manfred Kochen (4 de juliol de 1928 - 7 de gener de 1989) conegut com a Fred Kochen va ser un matemàtic i informàtic austríac amb nacionalitat estatunidenca, versat en aspectes mètrics de les ciències socials com la Sociologia o la Informació i Documentació Científica. Fou pioner en la teoria dels sis graus de separació i de les xarxes socials.

## Biografia
Va néixer a Viena (Àustria), però la seva família va haver d'exiliar-se a causa del nazisme i van establir-se a Nova York on va estudiar mecànica, després, es llicencià en física l'any 1950 per l'Institut Tecnològic de Massachusetts (MIT) i es doctorà en matemàtiques el 1955 a la Universitat de Colorado.
Entre 1948 i 1955 va ser consultor de diferents projectes d'informatització (especialment al període comprès entre 1953 i 1955 quan va treballar en l'Institut d'Estudis Avançats de Princeton al costat de John von Neumann).
El 1955 dona el salt a la recerca en ciències cognitives i de la Informació a la Universitat Harvard (1955-1956) i, sobretot, en el laboratori Thomas Thompson d'IBM (1956-1964), on va estudiar i va avaluar diferents sistemes de recuperació d'informació.
L'any 1965 adopta un perfil més acadèmic quan s'incorpora a la Universitat de Michigan com a investigador en ciència de la informació, matèria que impartirà com a professor el 1970. A partir del 1972 comença a col·laborar amb l'Institut per a la Informació Científica (ISI), investigant al costat d'Eugene Garfield i Henry Small, en xarxes socials en informació i coneixement, on va destacar com a documentalista teòric.
Va treballar com a consultor per agències internacionals com la corporació RAND, el EURATON, la Fundació Nacional de la Ciència (NSF) o la Biblioteca del Congrés. Va ser membre de diferents associacions com l'Associació Nord-americana per a l'Avanç de la Ciència, la Societat Americana de Matemàtiques, l'American Physical Society i la American Society of Information Science (ASIST).
Casat el 1954, va morir a Colorado el 1989.

## Obra acadèmica
Manfred Kochen va començar la seva carrera en treballs pioners d'automatització. No obstant això, aviat va començar a sentir-se atret cap al coneixement compartit entre els humans i les xarxes socials. El 1951, Kochen i Ithiel de Sola Pool van suggerir un treball titulat Contacts and Influences on reprenien la hipòtesi que tots els humans estem connectats els uns als altres a través de no més de 6 enllaços personals, idea suggerida per Frigyes Karinthy el 1929.
Kochen i Sola Pool van dissenyar diversos models matemàtics a través de la probabilitat enunciada la premissa com: Donat un grup de N persones, quina és la probabilitat que cada membre de N estigui connectat amb un altre membre a través d'1, 2, 3... enllaços. Encara que aquest treball articulava la mecànica de les xarxes socials, no van poder trobar cap, però va ser el començament de la teoria dels 6 graus de separació.
Aquest treball va impulsar al fet que el psicòleg Stanley Milgram demostrés empíricament aquesta teoria en l'anomenat Experiment del Món Petit (1967).
Fruit d'aquest pensament de cervell mundial (World Brian) suggerit per H.G. Wells, a principis dels 70 va començar a col·laborar en camps de la Bibliometria, on va teoritzar sobre l'anàlisi de clústers i mapes del coneixement o mapes de la ciència.

## Obres i premis
Manfred ha rebut nombrosos premis, entre ells un dels més distingits entre els documentalistes i gestors d'informació: el Premi ASIST al Mèrit Acadèmic (1974).
A més de nombrosos articles científics, va escriure vuit llibres:
- The Growth of Knowledge (1967)
- Access and recognition: from users' data to catalog entries (1969)
- Principles of Information Retrieval (1974)
- Information for Action (1975)
- Information for the community (1976)
- Decentralization : sketches toward a rational theory (1980)
- Advances in cognitive science : steps toward convergence (1988)
- The Small world (1989)